# Cheung Ka Long
Cheung Ka Long (født 10. juni 1997) er en kinesisk fægter fra Hongkong, der konkurrerer i fleuret.
Han repræsenterede Hong Kong ved sommer-OL 2016 i Rio de Janeiro, hvor han blev elimineret i ottendedelsfinalen.
Under sommer-OL 2020 i Tokyo, som blev afholdt i 2021, vandt han guld i den individuelle konkurrence.
Ved sommer-OL 2024 i Paris vandt han guld.